# Damnum iniuria datum
In diritto romano il damnum iniuria datum fu inserito tra i delicta grazie alla Lex Aquilia de damno, un plebiscito votato nell'antica Roma nel 286 a.C.

## La legge
La lex si articolava così: 
- Il primo capitolo riguardava l'uccisione di schiavi (iniuria) e animali (pecudes);
- Il secondo capitolo riguardava l'adstipulator che, in frode allo stipulante, avesse estinto il credito mediante acceptilatio;
- Il terzo capitolo riguardava il ferimento di schiavi e pecudes, nonché l'uccisione di altri animali e il danneggiamento cose inanimate.

## La pena
La pena consisteva nel simplum: per il primo capitolo, nel maggior valore che schiavi o animali avessero avuto durante l'anno precedente l'uccisione; per il secondo, per l'importo del credito estinto; per il terzo, nel maggior valore degli schiavi, animali e cose nei trenta giorni precedenti l'evento dannoso.
Il secondo capitolo cadde in desuetudine, quando si incominciarono ad usare le rispettive azioni. Il primo e terzo capitolo furono ricompresi nel novero del damnum iniuria datum. L'azione che spettava contro l'autore del danno era l'actio legis Aquiliae, penale (ma in simplum) e in ius. Ad essa era legittimato il proprietario e poi, tramite actiones utiles, si estese la tutela aquiliana ad usufruttuari, comodatari e possessori di buona fede; forse anche a creditori pignoratizi, usuari e coloni.
L'azione si dava all'uopo in via nossale, non era trasmissibile e si cumulava con altre azioni. Se il danno era stato provocato nel maggior valore della res nell'ultimo anno o mese, l'azione era reipersecutoria, diversamente poteva essere mista dovendosi considerare a titolo di pena quella parte della condanna che superasse il valore della res al tempo dell'evento dannoso. Dal rozzo criterio del valore della cosa si passa poi a considerare l'interesse dell'attore all'integrità fisica della cosa stessa.